# Proteuxoa implexa
Proteuxoa implexa är en fjärilsart som beskrevs av Walker 1856. Proteuxoa implexa ingår i släktet Proteuxoa och familjen nattflyn. Inga underarter finns listade i Catalogue of Life.